# Bataille d'Issy (1871)
Pour la bataille durant les Cent-Jours de Napoléon Ier, voir combat d'Issy (1815).
Campagne de 1871 à l'intérieur
Batailles
- Courbevoie
- Rueil
- Meudon
- Issy
- Semaine sanglante
- Butte-aux-Cailles

La bataille du fort d'Issy est une bataille qui a eu lieu lors de la Commune de Paris entre Versaillais et Fédérés. Elle se déroule principalement du 25 avril au 9 mai 1871 et se termine par la victoire des Versaillais qui se rendent maîtres du fort. Cependant, la ville d'Issy aura subi en tout 41 jours de combats et de bombardements.

## Le fort d'Issy

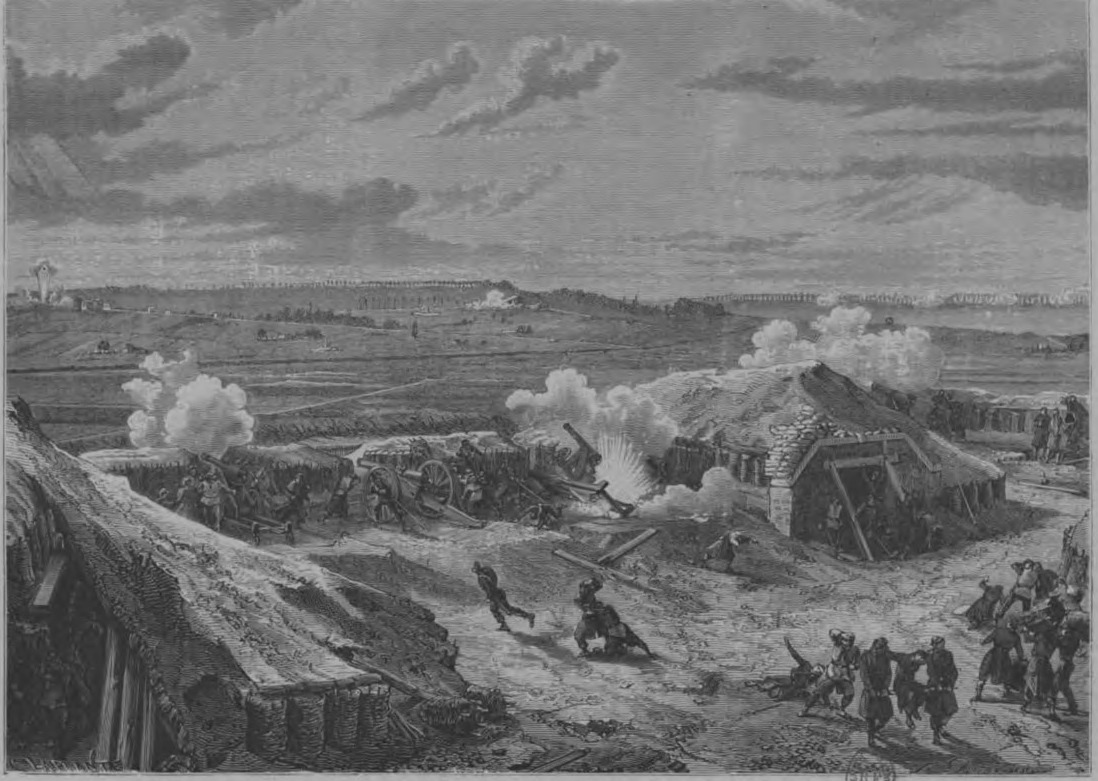
Vue d'artiste de l'époque : situation stratégique du fort.

La position du fort d'Issy est un des principaux obstacles des Versaillais vers la route de Paris. En effet, sa position lui permet de bombarder tout travail de siège. Cependant, la position présente aussi trois inconvénients. Elle est située à une altitude inférieure aux batteries versaillaises situées sur les hauteurs de Meudon et de Chatillon, bordée à l'est et au sud par des voies ferrées qui offrent une protection à proximité du glacis du fort et enfin ne peut tirer dans certains secteurs à l'ouest à cause d'une élévation du relief.

## Effectifs
Le plan versaillais est d'utiliser les faiblesses du fort pour le menacer d'un encerclement et provoquer son évacuation. La division de réserve du général Faron (20 000 hommes) procéda à l'assaut.
En face, la garnison du fort d'Issy compte 600 hommes et une cinquantaine de pièces de 7 et de 12 ainsi que quelques centaines d'hommes dans les villages avoisinants (Issy et les Moulineaux) et les tranchées jusqu'au fort de Vanves. Le fort dispose aussi du soutien théorique des canons des forts de Vanves (une vingtaine), de Montrouge (une dizaine), de Bicêtre (une vingtaine), de Moulin-Sacquet (14 canons), du fort d'Ivry (40) et de Villejuif (quelques-unes). Dans les faits, le soutien demeurera très faible. La relève est inexistante et les mêmes hommes tiendront le village et le fort pendant 41 jours.

## La bataille

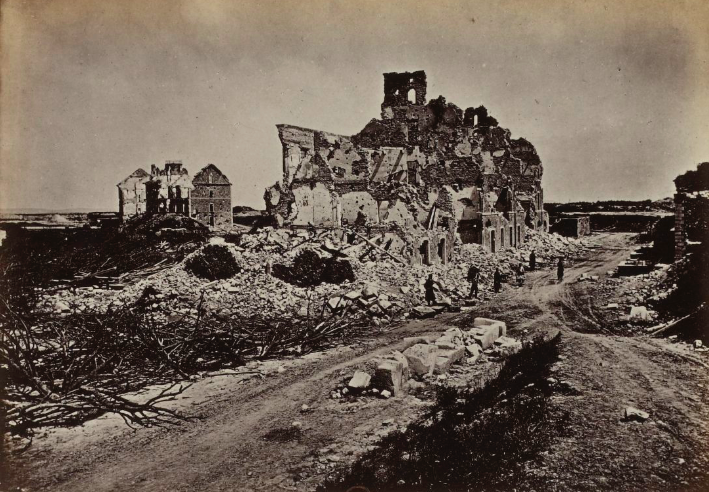
Le fort d'Issy détruit par les bombardements versaillais.

La bataille commence réellement, après quelques escarmouches mineures, le 25 avril 1871 par le tir de 42 canons sur les forts d'Issy et de Vanves. Dans la nuit qui suit, 400 hommes du 110e régiment d'infanterie de ligne disposant du soutien de quatre compagnies du 35e, surprennent la défense fédérée et s'emparent du village des Moulineaux,. Ils menacent le village d'Issy.
Le bombardement continue sur les forts d'Issy, de Vanves et de Montrouge, les remparts de Paris et les canonnières de la Seine. 60 pièces versaillaises y participent. Les Versaillais continuent leurs attaques nocturnes sur les troupes fédérées non remplacées depuis plusieurs jours. Le 29 avril, vers 20h, les tranchées fédérées sont de nouveau surprises et les assaillants font de nouveau progrès qui leur permettent de s'établir en demi-cercle autour du fort. Le commandant fédéré Mégy demande des renforts mais rien ne vient et une évacuation partielle commence. Celle-ci cesse avec l'arrivée de quelques compagnies conduites par Cluseret et La Cécilia le 30 avril vers 5h. Dans la soirée, l'arrivée de Vermorel et de Trinquet amenant de nouveaux renforts permet aux Fédérés de reprendre une partie des tranchées perdues.
L'offensive versaillaise reprend dans la nuit du 1er au 2 mai. La gare de Clamart et le château d'Issy tombent. Une contre-attaque fédérée permet de reprendre le château d'Issy et une partie du village.
À partir du 3 mai, l'offensive versaillaise se concentre de nouveau sur ses bombardements. L'avantage versaillais y est écrasant et le fort d'Issy doit soutenir le feu d'une soixantaine de canons contre lequel il ne peut opposer qu'une dizaine de pièces. Le même jour, le commandant fédéré Julien et l'ingénieur Rist, à la tête du 141e bataillon de la Garde Nationale et du fort, refusent une offre de reddition.
Dans la nuit du 3 au 4 mai, la prise de la redoute de Moulin-Saquet par les Versaillais produit un effet désastreux sur les Fédérés qui pensent à une trahison.
À Issy, les vivres commencent à manquer dès le 4 et les bombardements versaillais s'intensifient encore le 5 obligeant les défenseurs à abandonner les tranchées extérieures alors que les Versaillais peuvent ouvrir une tranchée à seulement 60 mètres du fort. Les Fédérés préparent la défense contre un assaut direct en chargeant leurs dernières pièces d'artillerie à mitraille et en dirigeant deux mitrailleuses vers le glacis. Ils sont cependant contraints d'abandonner les remparts le 6 alors que le fort ne possède plus aucun vivre et presque plus de munitions.
La retraite est décidée les 7 et 8 mai alors qu'il ne reste plus que trois canons intacts sur le fort et malgré les commandants Rist et Julien. Néanmoins, le fort est quasiment encerclé le 8 mai à 13h par la prise versaillaise de l'église d'Issy . L'évacuation a donc lieu sous les balles à partir de 19 h le 8 mai. Elle est couverte par le général fédéré Maxime Lisbonne.
Des renforts parisiens sont repoussés pendant la nuit et le fort n'est occupé qu'avec prudence l'après-midi du 9 par le colonel Biadelli et une partie du 38e régiment de marche. Le 12 mai, les Versaillais tentent de s'emparer du village d'Issy mais ils sont repoussés par Wroblewski. En revanche, leur assaut du lendemain leur permet de prendre la mairie et de hisser leur drapeau sur la ville.

## Pertes
Les pertes versaillaises sont d'environ 15 à 40 hommes par jour. Les pertes fédérées peuvent être estimées comme étant supérieures à 350 tués. Lors de la chute de la redoute de Moulin-Sacquet, les pertes fédérées sont de 50 tués, 200 prisonniers et 5 canons.

## Plaque commémorative
A l’entrée principale du Fort, la mairie a réinstallé en juin 2014 une ancienne plaque en hommage aux Gardes nationaux fédérés de la commune. L’origine de cette plaque est inconnue. Elle ne peut être que postérieure à l’amnistie de 1880 et pourrait avoir été gravée avant la réunion du village d’Issy et de celui des Moulineaux, comme son libellé l’indique, soit avant 1893. On suppose que la dernière ligne de la plaque «  en luttant pour les libertés du peuple » a été ajoutée car les caractères ne sont pas identiques à ceux du dessus. On n’en connaît ni l’auteur ni la date. L’historien de la ville émet l’hypothèse que des « Amis de la Commune » aient pu ajouter cette ligne.